# Weidenhahn
Weidenhahn – miejscowość i gmina w Niemczech, w kraju związkowym Nadrenia-Palatynat, w powiecie Westerwald, wchodzi w skład gminy związkowej Selters (Westerwald). Liczy 532 mieszkańców (2010). Leży ok. 7 km na północny wschód od Selters (Westerwald), nad strumieniami Weidenbach i Steinchesbach.
Po raz pierwszy wzmiankowana w XIII wieku. Nazwa miejscowości pochodzi ze złożenia dwóch słów: Weiden (pol. pastwisko) i Hahn (pol. kogut).

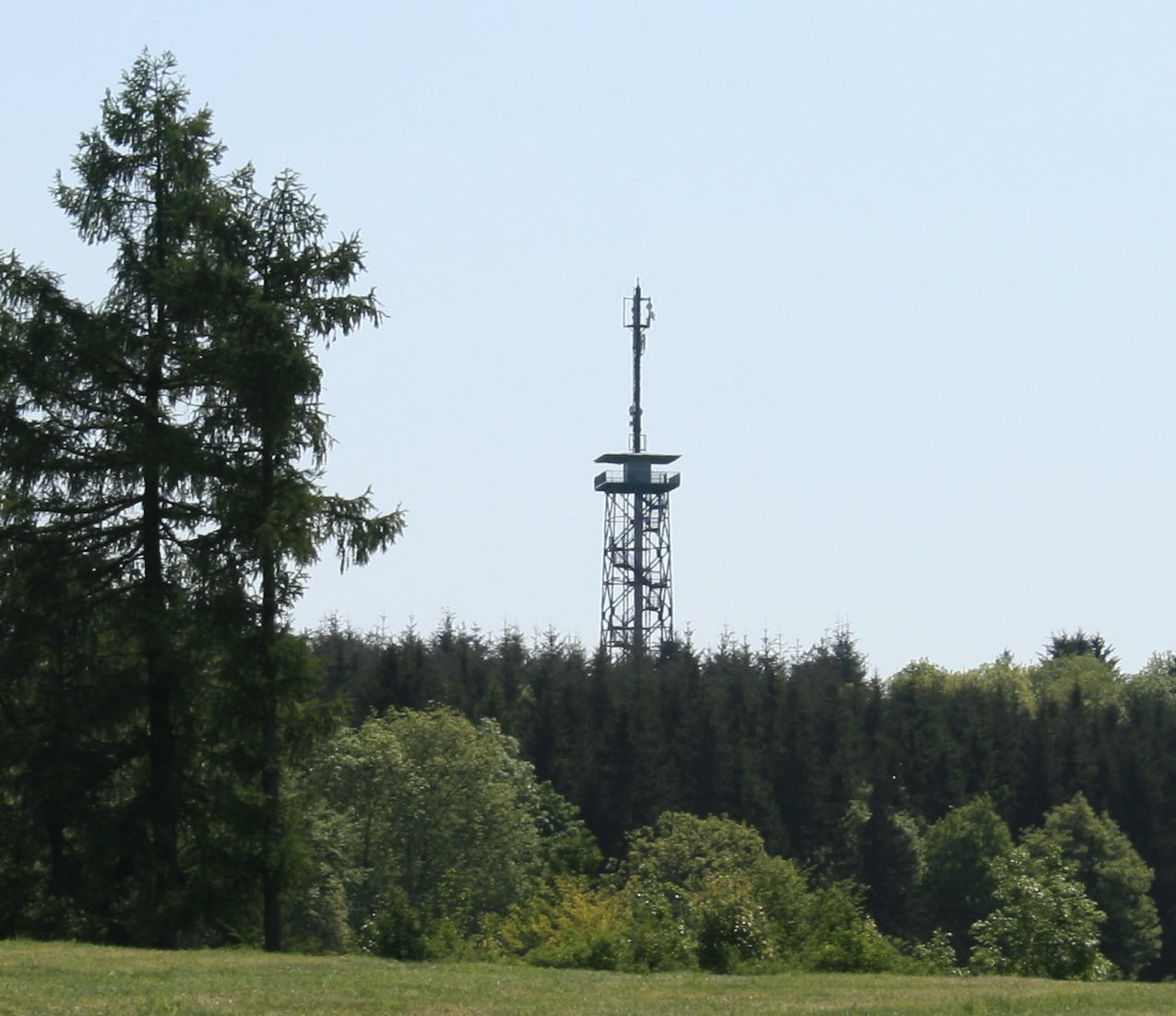
Wieża widokowa w Weidenhahn na wzgórzu Helleberg

Ok. jeden kilometr na wschód od miejscowości, w sąsiedztwie drogi B8, stoi wieża widokowa z 1998 wraz ze stacją meteorologiczną. Przy dobrej pogodzie można dojrzeć z niej góry Taunus i Eifel.